# Poa xingkaiensis
Poa xingkaiensis är en gräsart som beskrevs av Y.X.Ma. Poa xingkaiensis ingår i släktet gröen, och familjen gräs. Inga underarter finns listade i Catalogue of Life.